# メイド・イン・イングランド (エルトン・ジョンのアルバム)
『メイド・イン・イングランド』（Made in England）は、1995年に発表されたエルトン・ジョンのアルバム。

## 解説
1992年の『ザ・ワン』以来となるフル・スタジオ・アルバム。長年プロデューサーを務めてきたクリス・トーマスが離れ、旧知のグレッグ・ペニーと共にセルフ・プロデュースを試みた。
それまでの近い時期に多用していた打ち込みによるサウンドを排し、弦楽器などをフィーチャーした生演奏となっている。アレンジは、キャリア初期を共にしたポール・バックマスターが、「ラティテュード」のみジョージ・マーティンが担当している。
ほとんどの曲タイトルが単語、アルバムジャケットも含め、シンプルなもの作りを目指している。重厚なバラードから、ポップな佳曲までバラエティ豊かな一作である。
直前の2月には1974年以来となるソロ名義の来日公演も行われ、いくつかの楽曲が披露された。パーカッションのレイ・クーパーと2人だけで演奏するスタイルのツアーで、ピアノ演奏とメロディの良さを味わうことの出来るライヴとなった。

## 収録曲
1. ビリーヴ - Believe
2. メイド・イン・イングランド - Made in England
3. ハウス - House
4. コールド - Cold
5. ペイン - Pain
6. ベルファスト - Belfas
7. ラティテュード - Latitude
8. プリーズ - Please
9. マン - Man
10. ライズ - Lies
11. まだ見ぬ我が子へ〜 - Blessed

- 作詞　バーニー・トーピン
- 作曲　エルトン・ジョン

## 参加ミュージシャン
- エルトン・ジョン - Vocal, Piano, Keyboards, Harmonium, Strings Arranged：9曲目, Backing Vocal：8曲目
- ガイ・バビロン - Keyboards, Programming, Strings Arranged：9曲目, Backing Vocal：8曲目
- ボブ・バーチェ(Bob Birch) - Bass, Backing Vocal：8曲目
- レイ・クーパー - Percussion
- デイビー・ジョンストン - Guitars, Mandolin, Banjo, Backing Vocal：8曲目
- チャーリー・モルガン - Drums

- ポール・バックマスター - Orchestra Arranged & Conductor：1,3,4,6曲目
- ジョージ・マーティン - Strings & French Horn Arranged, Conductor：7曲目
- ギャビン・ライト(Gavin Wright) - Conductor：9曲目
- The London Session Orchestra - Strings
- ポール・キャラック(Paul Carrack) - Hammond Organ：9曲目
- テディ・ボロウィッキ(Teddy Borowiecki) - Accordion：6曲目
- ポール・ブレマン(Paul Breman) - Pipes & Flute：6曲目
- デルモント・クレバン(Dermont Creban) - Solo Violin：6曲目

## 製作
- エルトン・ジョン&グレッグ・ペニー - Producer
- ジョン・リード - Management
- ジョン・インゴルズビィ(John Ingoldsby) - Recorded
- アンディ・ストレンジ - Assistant Engineer
- スティーヴ・ブラウン - Album Co-ordination
- アドリアン・コリー(Adrian Collee) - Studio Co-ordination
- Wherefore Art - Design
- グレッグ・ゴーマン(Greg Gorman) - Photography